# Cieszęcino (jezioro)
Cieszęcino (niem. Tessentin See) – jezioro rynnowe w Polsce położone w województwie zachodniopomorskim, w powiecie szczecineckim, w gminie Biały Bór.
Akwen leży w Dolinie Gwdy, około 2000 metrów na północ od miasta Biały Bór. Wody jeziora charakteryzują się pierwszą klasą czystości według badania przeprowadzonego w 2001 roku.